# تيارون شيري
تيارون شيري (بالهولندية: Tjaronn Chery) هو لاعب كرة قدم هولندي في مركز الوسط المهاجم ولد في يوم 4 يونيو 1988 في مدينة لاهاي في هولندا، يلعب حالياً مع نادي كوينز بارك رينجرز وسبق له اللعب مع نادي غرونينغن وأدو دين هاغ ونادي إيمن ونادي روزيندال ونادي كامبور الرياضي وتفينتي أنشخيدة ويبلغ طوله 170 سم.

## روابط خارجية
- تيارون شيري على موقع IMDb (الإنجليزية)
- تيارون شيري على موقع الاتحاد الأوربي (الإنجليزية)
- تيارون شيري على موقع اتحاد تركيا (لاعب) (الإنجليزية)
- تيارون شيري على موقع قاعدة بيانات كرة القدم.إي يو (الإنجليزية)
- تيارون شيري على موقع ليكيب (الفرنسية)
- تيارون شيري على موقع ناشيونال فوتبول تيمز (الإنجليزية)
- تيارون شيري على موقع Soccerway.com (الإنجليزية)
- تيارون شيري على موقع عالم كرة القدم.نت (الإنجليزية)